# Roger Gurski
Roger Gurski (Andernach, 11 luglio 1997) è un velocista tedesco.
Nel corso della sua carriera ha vinto una medaglia d'oro nella staffetta 4×100 m e una di bronzo nei 200 metri piani agli europei under 23 di Bydgoszcz 2017, nonché un bronzo nella 4 × 100 m ai mondiali under 20 di Bydgoszcz 2016.

## Biografia
Nel luglio 2016 prende parte ai mondiali under 20 di Bydgoszcz 2016. Dopo aver passato la semifinale dei 200 m con un nuovo personale di 20"64, in finale si deve accontentare di un sesto posto in 20"81. Riesce comunque a rifarsi nella staffetta 4 × 100 metri vincendo la medaglia di bronzo con Thomas Barthel, Niels Torben Giese e Manuel Eitel e stabilendo il nuovo primato nazionale juniores con il tempo di 39"13.
Il 27 maggio 2017, nel corso di un meeting a Jena, migliora il suo primato personale nei 200 metri piani correndo in 20"42 con un vento a favore di 1,8 m/s.
Agli europei under 23 di Bydgoszcz 2017 si dimostra in buona forma ottenendo una medaglia di bronzo nei 200 metri piani con un tempo di 20"70, dietro allo slovacco Ján Volko (20"33) e al francese Gautier Dautremer (20"66), oltre che l'oro nella staffetta 4 × 100 m (39"11 con Kai Köllmann, Philipp Trutenat e Daniel Hoffmann).

## Progressione

### 200 metri piani
| Stagione | Risultato | Luogo     | Data      | Rank. Mond. |
| -------- | --------- | --------- | --------- | ----------- |
| 2017     | 20"42     | Jena      | 27-5-2017 | –           |
| 2016     | 20"64     | Bydgoszcz | 21-7-2016 | –           |

## Palmarès
| Anno | Manifestazione    | Sede      | Evento      | Risultato | Prestazione | Note                                   |
| ---- | ----------------- | --------- | ----------- | --------- | ----------- | -------------------------------------- |
| 2016 | Mondiali under 20 | Bydgoszcz | 200 m piani | 6º        | 20"81       |                                        |
| 2016 | Mondiali under 20 | Bydgoszcz | 4 × 100 m   | Bronzo    | 39"13       | Miglior prestazione nazionale under 20 |
| 2017 | Europei under 23  | Bydgoszcz | 200 m piani | Bronzo    | 20"70       |                                        |
| 2017 | Europei under 23  | Bydgoszcz | 4 × 100 m   | Oro       | 39"11       |                                        |